# 히복히복산

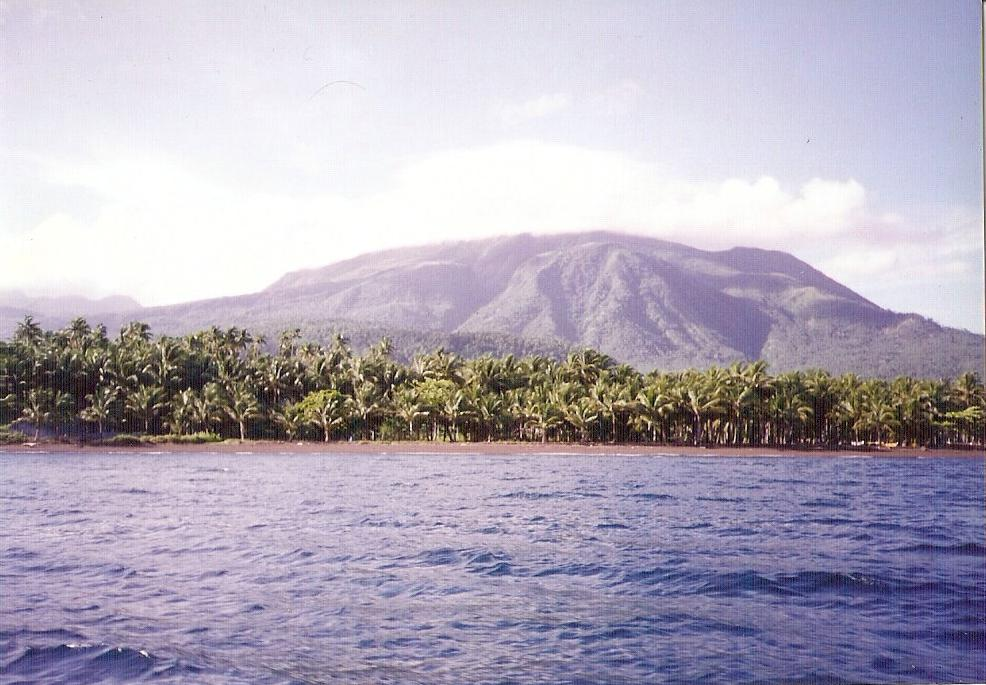
히복히복산

히복히복산(Mount Hibok-Hibok)은 필리핀 카미긴주에 있는 화산으로, 성층 화산이며 높이는 1,332 m이다. 정상에는 화구가 있는데 그 곳에는 호수가 있다. 1951년 분화 당시 많은 화산재가 나와 많은 사람들이 죽음을 당했으며 사망자 수는 500여 명에 달한다. 지금은 화구호 주변에 나무들이 자라고 있다.